# Cathy Turner
Cathy Ann Turner (Rochester, 10 aprile 1962) è un'ex pattinatrice di short track statunitense.

## Palmarès

### Olimpiadi
- Oro a Albertville 1992 nei 500 metri.
- Oro a Lillehammer 1994 nei 500 metri.
- Argento a Albertville 1992 nella staffetta 3000 metri.
- Bronzo a Lillehammer 1994 nella staffetta 3000 metri.